# Čerchovské hvozdy
Národní přírodní rezervace Čerchovské hvozdy je nejrozsáhlejším chráněným územím v oblasti Českého lesa. Její rozloha je 327 ha. Nalézá se na svazích vrcholů Čerchov (1042 m n. m.), Malý Čerchov (988 m n. m.) a Sedlová jedlina (927 m n. m.). Hlavním předmětem ochrany jsou bukové a smíšené lesní porosty s charakteristickými rostlinami i živočichy.

## Lokalita
Protože se rezervace nachází v bývalém příhraničním pásmu. Protože byla lokalita dlouho veřejnosti nepřístupná, je zde příroda zachovalá. Vlastní vrcholek Čerchova byl v 19. století odlesněn a vůbec značně zdevastován, a proto není do rezervace zahrnut.

## Vegetace
Vegetace Čerchovských hvozdů se skládá z lesních společenstev. Z přirozených dominují kyselé bučiny. Na kamenitých svazích se vyskytují suťové lesy.

## Fauna
Za zmínku stojí nejspíše jen značná rozšířenost rysa ostrovida (Lynx lynx), který byl v Čechách v 19. století vyhuben.